# Arubai labdarúgó-szövetség
Az arubai labdarúgó-szövetség (hollandul: Arubaanse Voetbal Bond) Aruba nemzeti labdarúgó-szövetsége. 1932-ben alapították. A szövetség szervezi az arubai labdarúgó-bajnokságot, működteti az arubai labdarúgó-válogatottat.